# Awara
Awara (あわら市 Awara-shi) é uma cidade japonesa localizada na província de Fukui.
Em 1 de Outubro de 2005 a cidade tinha uma população estimada em 31 080 habitantes e uma densidade populacional de 265,66 h/km². Tem uma área total de 116,99 km².
Recebeu o estatuto de cidade a 1 de Março de 2004 em resultado da fusão das vilas de Awara and Kanazu do distrito de Sakai.